# Juan Carrasco
Juan Carrasco (fl. XVIII secolo) è stato un militare, esploratore e navigatore spagnolo.
Viene ricordato soprattutto per il suo operato nel Pacifico nord-occidentale nel corso del XVIII secolo. Fu secondo in comando sul viaggio del 1791 di José María Narváez, prima esplorazione europea dello stretto di Georgia.
Molti dettagli della vita di Carrasco restano sconosciuti. Fu educato presso l'Accademia di San Telmo in Spagna, tra il 1775 ed il 1780. Sotto il comando di Francisco Antonio Mourelle servì nelle Filippine per poi, nel 1784, raggiungere il Pacifico nord-occidentale.

## Viaggio del 1790 con Quimper

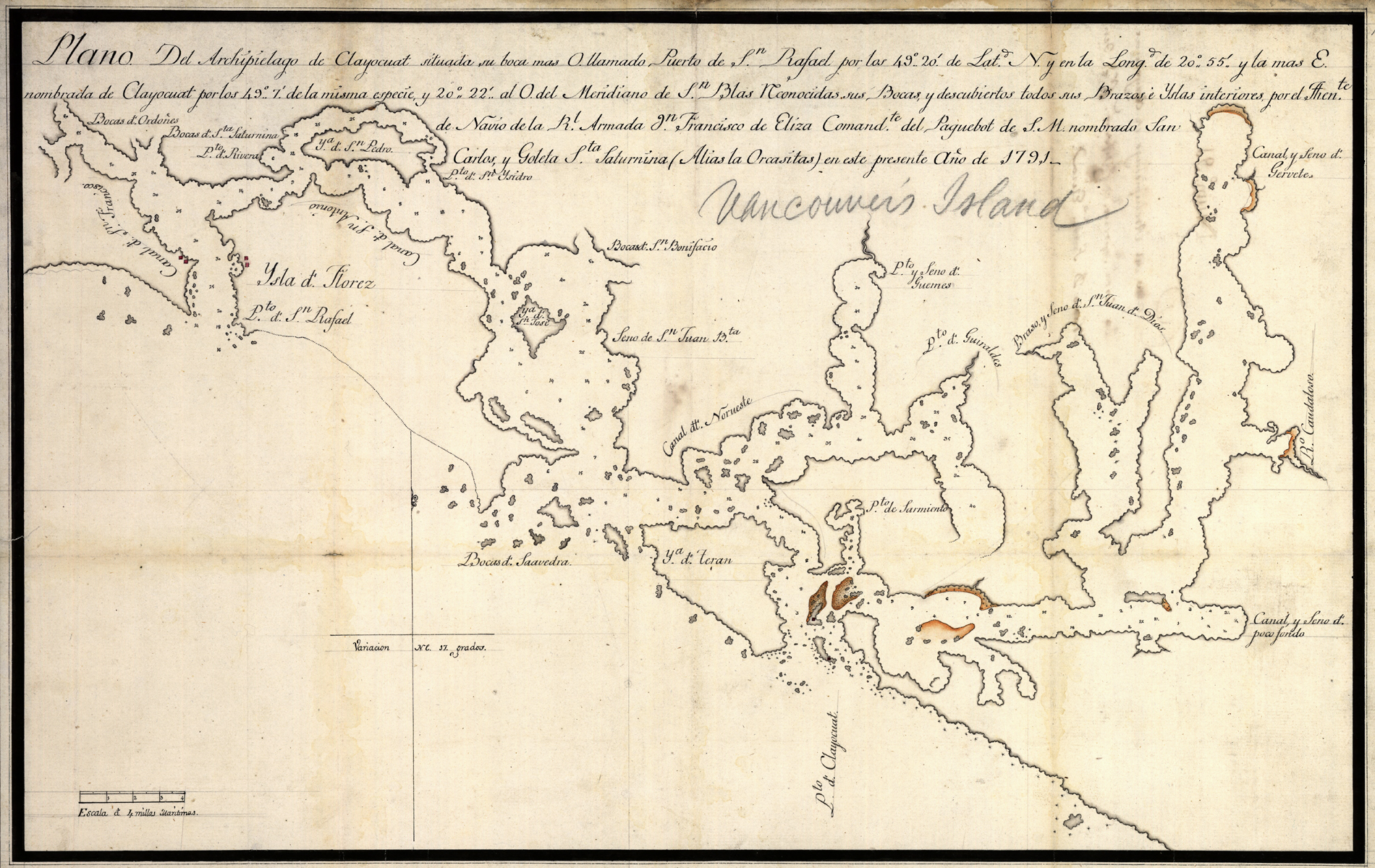
Arcipelago di Clayocuat, 1791

Nel 1790 Carrasco fu pilota della Princesa Real, sotto al comando di Manuel Quimper. A bordo si trovava anche il pilota Gonzalo López de Haro. Inviata da Francisco de Eliza dal porto spagnolo della Baia di Nootka, con l'ordine di esplorare lo stretto di Juan de Fuca, la nave salpò il 31 maggio 1790. Superarono in breve tempo il limite raggiunto nel viaggio precedente. Passarono molti giorni ancorati nel Sooke Basin, una baia profonda dell'isola di Vancouver. Dopo aver lasciato Sooke il viaggio proseguì verso est, passando tra Race Rocks e l'isola di Vancouver ed ancorandosi nei pressi dell'odierna Esquimalt, sulle coste della Royal Roads. Quimper diede il nome di Rada de Eliza alla Royal Roads.
Il 4 luglio 1790 gli spagnoli partirono da Esquimalt attraversando sul lato meridionale lo stretto di Juan de Fuca, ed ancorandosi vicino a Dungeness Spit. La Princesa Real rimase ferma mentre alcune navi furono usate per esplorare l'estremità orientale dello stretto, le isole ed i canali della zona. In questo modo gli spagnoli si avvicinarono ad Admiralty Inlet, l'entrata di Puget Sound, notando un largo canale che portava verso nord (oggi chiamato stretto di Rosario). Scoprirono anche Deception Pass, che chiamarono Boca de Flon. La spedizione disponeva di una quantità limitata di risorse e di tempo. Quimper decise di non entrare in questi canali, limitandosi ad esplorare in modo più approfondito l'area vicina a Dungeness Spit. Fu scoperta Protection Island, chiamata Isla de Carrasco in onore di Juan Carrasco. Entrarono nell'attuale Port Discovery chiamandolo Puerto de Quadra, prendendo il nome di Juan Francisco de la Bodega y Quadra, comandante delle operazioni della marina spagnola nel Pacifico settentrionale.
A metà luglio Quimper si consultò con i propri due piloti, Carrasco ed Haro, se fosse il caso di proseguire nell'esplorazione rischiando un pericoloso rientro a Nootka, oppure fare immediato ritorno. Fu scelta la seconda opzione. Durante il ritorno trovarono un nuovo canale che si dirigeva a nord, e gli diedero il nome di Haro. Ancora oggi si chiama stretto di Haro, e rappresenta il confine tra lo stretto di Juan de Fuca e quello di Georgia. Mentre erano ancorati presso Royal Roads, alcuni uomini furono mandati a riva per recuperare acqua potabile, e scoprirono così Esquimalt Harbour. Quimper lo chiamò Cordova. La Princesa Real fu la prima nave europea ad entrare in Esquimalt Harbour. La spedizione passò poi sull'estremità meridionale dello stretto di Juan de Fuca, costeggiandolo verso ovest, e raggiungendo Neah Bay in agosto.
Mentre si trovava nello stretto di Juan de Fuca, Quimper fece alcune cerimonie formali per prendere possesso della regione, a Sooke, a Royal Roads vicino ad Esquimalt, a Dungeness Spit ed a Neah Bay.
A Cape Flattery Quimper diresse la Princesa Real a nord, verso la Baia di Nootka. Giunsero a Nootka il 10 agosto, ma non riuscirono ad entrare a causa di nebbia e venti contrari. Dopo molti tentativi falliti, Quimper parlò con Carrasco ed Haro e decise di proseguire a sud fino a Monterey (California). Arrivarono a Monterey il 1º settembre 1790. Un'altra nave spagnola, la San Carlos, arrivò dall'Alaska. Le due navi partirono insieme verso San Blas, Messico, arrivando il 13 novembre 1790.

## Viaggio del 1791 con Eliza
Nel 1791 Carrasco partecipò alla spedizione esplorativa guidata da Francisco de Eliza, a quel punto nuovo comandante della base di Nootka. Furono usate due navi, la San Carlos comandata da Eliza, e la più piccola Santa Saturnina. Carrasco si trovava su quest'ultima, prima come secondo in comando di José María Narváez, e poi direttamente come capitano. Le navi partirono dalla Baia di Nootka il 4 maggio 1791.
Dopo aver esplorato Clayoquot Sound per circa due settimane, la San Carlos entrò nello stretto di Juan de Fuca raggiungendo Esquimalt. La Santa Saturnina spese molte settimane nell'esplorazione di Barkley Sound, allora chiamata Boca de Carrasco. Le due navi si riunirono ad Esquimalt il 14 giugno 1791.
Eliza diede istruzioni al suo pilota, Juan Pantoja y Arriaga, di esplorare lo stretto di Haro con la Santa Saturnina ed una scialuppa. Entrarono nello stretto il 14 giugno oltrepassando rapidamente l'isola di Vancouver e l'isola di San Juan. Il 15 giugno tornarono a nord-est costeggiando l'isola di Pender e l'isola di Saturna, prima di entrare nelle acque aperte dello stretto di Georgia, che gli spagnoli chiamarono Canal de Nuestra Señora del Rosario. Il gruppo si diresse ad est raggiungendo presto l'isola di Lummi a nord dello stretto di Rosario. Da qui tornarono ad Esquimalt ripercorrendo la stessa rotta, portando ad Eliza la notizia della scoperta dello stretto di Georgia.
La base operativa di Eliza fu quindi spostata sul lato meridionale dello stretto di Juan de Fuca, presso Puerto de Quadra (Port Discovery). La San Carlos rimase ancorata qui mentre la Santa Saturnina, guidata da Narváez, esplorò lo stretto di Rosario. Carrasco era il pilota di Narváez, e suo secondo in comando. Partirono il 1º luglio 1791. Presto attraversarono lo stretto di Rosario entrando a nord nello stretto di Georgia a Point Roberts, che credettero essere un'isola cui diedero il nome di Isla de Zepeda. Proseguendo a nord incontrarono Point Grey e Point Atkinson, per poi dirigersi verso Burrard Inlet, vicino all'odierna Vancouver.
La Santa Saturnina proseguì a nord verso l'isola di Texada, l'isola di Hornby e l'isola di Denman. Scoprirono anche Nanaimo Harbour chiamandolo Bocas de Winthuysen. Costeggiando l'isola di Galiano e l'isola di Valdes notarono Porlier Pass, cui diedero l'attuale nome (anglicizzato).
Durante l'esplorazione dello stretto di Georgia la ciurma della Santa Santurnina avvistò molte fonti di acqua fresca, deducendo che la foce di un grande fiume era vicina. Si trattava del Fraser, anche se il contingente non fu in grado di localizzarlo con esattezza. Furono avvistate molte balene, il che portò Eliza ad ipotizzare, correttamente, la presenza di un secondo collegamento all'oceano. In seguito Eliza sospettò altrettanto correttamente che la Baia di Nootka non si trovasse presso la terraferma, ma piuttosto presso un'isola.
La Santa Saturnina tornò a Port Discovery alla fine di luglio. Non è chiara l'esatta rotta che percorsero. A questo punto molti degli uomini di Eliza erano malati, così come lo stesso Eliza. Ulteriori esplorazioni furono abbandonate e le navi ripartirono per Nootka. Eliza spostò Narváez sulla San Carlos, dando a Juan Carrasco il comando della Santa Saturnina.
Navigando verso ovest, le navi trovarono Port Angeles il 2 agosto 1791. Raggiunsero Neah Bay il 7 agosto. Da qui la San Carlos tornò alla Baia di Nootka, arrivando il 9 novembre. Carrasco, però, non fu in grado o non volle entrare a Nootka controvento, preferendo dirigere la Santa Saturnina a sud verso Monterey, California, arrivandovi il 16 settembre 1791. Anche le due navi della spedizione di Alessandro Malaspina si trovavano a Monterey, essendo giunte pochi giorni prima. Fu così che Malaspina, potente figura della marina spagnola del tempo, fu il primo a sapere della scoperta dello stretto di Georgia, a parte i marinai di Eliza a Nootka. Malaspina capì subito l'importanza strategica di possibili nuove esplorazioni. La speranza europea era la scoperta del leggendario passaggio a nord-ovest, per cui i molteplici canali diretti ad est ed a nord dello stretto di Georgia erano molto invitanti. Lo stesso Malaspina aveva appena completato un'infruttuosa ricerca del passaggio in Alaska. Poco dopo l'incontro con Carrasco, Malaspina salpò verso San Blas ed Acapulco, dove arruolò due dei suoi ufficiali, Dionisio Alcalá Galiano e Cayetano Valdés, e prese il comando di due navi.
Dopo l'incontro con Malaspina a Monterey, Carrasco salpò con la Santa Saturnina verso San Blas. Continuò a servire la marina spagnola fino almeno al 1803, restando uno dei piloti del dipartimento navale di San Blas.

## Retaggio
A Protection Island, nello stretto di Juan de Fuca, fu dato il nome di Isla de Carrasco nel 1790. Il nome attuale fu coniato da George Vancouver nel 1792. Barkley Sound, sulla costa occidentale dell'isola di Vancouver, fu chiamata Boca de Carrasco dagli spagnoli.